# Orthotrichum ibericum
Orthotrichum ibericum är en bladmossart som beskrevs av F. Lara och Vicente Mazimpaka 1993. Orthotrichum ibericum ingår i släktet hättemossor, och familjen Orthotrichaceae. Inga underarter finns listade i Catalogue of Life.